# Скибо (замък)
Скибо (на английски: Skibo Castle; на шотландски келтски: Caisteal Sgìobail) е замък в Дорнох, Хайландс, Шотландия, на 64 км северно от Инвърнес. Първоначално е кръстен Schyterbolle през X в. от неговите келтски обитатели. На техния език думата означава „приказна страна“. Те вярват, че той е дар от келтските феи. Сега е по-известен като замъка на Андрю Карнеги. Когато той се връща у дома, след като е спечелил милионите си в Америка в качеството си на един от най-успешните индустриалци в света, той го нарича „земен рай“. Карнеги изразходва внушителна сума, за да построи величествена резиденция върху развалините на порутения замък, създавайки изключително „дом за края на живота“. Закупен от един американски предпиемач, днес Скибо е отворил величествените си врати за привилегировани членове на голф-клуба „Карнеги“ и за външни гости, които могат да живеят като стоманени магнати в една носталгична атмосфера на автентични мебели от XIX век, любезен персонал от облечени в карирани фустанели шотландци и такива забавни традиции, като да бъдеш въвеждан в огромната, осветена от свещници зала за вечеря от самотен гайдар във вечерно облекло. Друга привилегия е събуждане от звуците на разхождащ се под прозорците ви гайдар, както са били будени крал Едуард III, Ръдиард Киплинг, Джон Рокфелер и Мадона в нейния сватбен ден.

30 000-те декара на имението са пълни с едър и пернат дивеч, а има и частно игрище за голф с 18 дупки, което е носител на награди.